# گرد سابوروفسکی
گرد سابوروفسکی (انگلیسی: Gerd Saborowski؛ زادهٔ ۳ سپتامبر ۱۹۴۳) بازیکن فوتبال اهل آلمان است.
از باشگاه‌هایی که در آن بازی کرده‌است می‌توان به باشگاه فوتبال هولشتاین کیل و باشگاه فوتبال آینتراخت برانشوایگ اشاره کرد.
وی همچنین در تیم ملی فوتبال زیر ۲۱ سال آلمان بازی کرده‌است.